# Anabropsis mexicana
Anabropsis mexicana är en insektsart som först beskrevs av Henri Saussure 1859.  Anabropsis mexicana ingår i släktet Anabropsis och familjen Anostostomatidae. Inga underarter finns listade i Catalogue of Life.